# Финк, Лев Адольфович
Лев Адо́льфович Финк (псевд. Леонид Широков) (10 [22] августа 1916, Киев — 29 ноября 1998, Самара) — советский и российский литературовед, театральный и литературный критик, журналист, педагог, доктор филологических наук (1974), профессор, заслуженный деятель науки Российской Федерации (1997).

## Биография
Родился в семье ученого, профессора Адольфа (Абеля) Исааковича Финка (1895, Вилковишки - 1982) и глазного врача Матильды Владимировны. Окончил Куйбышевский педагогический институт (1936). Еще школьником (1932) начал журналистскую и литературную деятельность в самарской пионерской газете «Будь готов!». В 1935 году работал заведующим литературной частью Куйбышевского драматического театра. В 1937 году поступил в аспирантуру МИФЛИ и начал работать в отделе критики «Литературной газеты».

### Арест и вечное поселение
В 1937 году все куйбышевские поэты и прозаики были арестованы как члены антисоветской террористической организации, главным в которой объявили Артема Веселого, друга Льва Правдина, как самого старшего — ему было 40 лет. Террористами стали писатели Виктор Багров, Влас Иванов-Паймен, Арсений Рутько, Иосиф Машбиц-Веров и самый молодой из них — Лев Финк. Лев Правдин тоже был арестован по ложному обвинению — якобы он должен был к первомайской демонстрации приехать в Москву, пройти с демонстрантами мимо мавзолея, бросить на трибуны букет цветов с замаскированной внутри бомбой, и убить Вячеслава Михайловича Молотова.

Артема Весёлого и Виктора Багрова расстреляли.— 
7 апреля 1938 года Лев Финк был арестован по обвинению в участии в правотроцкистском блоке. Отправлен сначала в Лубянскую тюрьму, затем — Бутырскую, а позже — в Куйбышевскую следственную тюрьму. Был приговорён Особым совещанием при НКВД к 8 годам ИТЛ. Работал в паровозном депо, сторожем, рабочим топливного склада, землекопом, лесорубом, конторщиком. В 1951 году по приговору Особого совещания при МГБ был осужден на вечное поселение в г. Печоре без права выезда за его пределы. Отбыв срок в одном из лагерей Коми АССР, остался там на поселении, заочно окончил Московский финансовый институт, занимал высокие должности в финуправлении дорожного строительства.

### После реабилитации
В 1955 году полностью реабилитирован, вернулся в Куйбышев, восстановился в аспирантуре КГПИ. Работал журналистом ставропольской газеты «За коммунизм» на строительстве Куйбышевской ГЭС, преподавал в педагогических институтах Мелекесса и Куйбышева. В 1960—1963 годах работал заведующим литературной частью Куйбышевского театра драмы им. М. Горького, после ухода с должности завлита продолжал до конца жизни тесно сотрудничать с театром, был членом художественного совета, участвовал в работе репертуарной коллегии областного управления культуры, выступал соавтором П. Л. Монастырского в создании инсценировок к спектаклям «Мы не увидимся с тобой» по одноимённой повести К. Симонова, «Братья Карамазовы» по Ф. Достоевскому и др.
В 1936 году женился на Екатерине Николаевне Антоновой; дочь Эдит (Эда) (1938—2021) — театровед, доцент СамГУ.

## Научная деятельность
В 1962 году защитил кандидатскую («Драматургия Леонида Леонова»), в 1974 году — докторскую («Проблемы мировоззрения и творческого метода Леонида Леонова : философия, художественные поиски, мастерство») диссертации, обе в двух томах. В 1963—1974 годах работал на кафедре философии Куйбышевского политехнического института, преподавал эстетику, а также активно читал лекции учителям в Куйбышевском институте усовершенствования учителей (ныне — СИПКРО), сотрудничал с обществом «Знание». В 1975 году возглавил кафедру русской и зарубежной литературы Куйбышевского (Самарского) государственного университета, которой руководил до 1996 года, создал сильный научно-педагогический коллектив, неизменно пользующийся авторитетом в российских научных кругах. По его инициативе с 1976 года начал издаваться ежегодный сборник научных статей, в 1979 году при кафедре открыта аспирантура, в 1995 году — диссертационный совет. Под его руководством защищено более 10 кандидатских диссертаций, трое из его учеников стали докторами наук.
На протяжении всей жизни, помимо научной деятельности, много занимался литературно-художественной критикой, публиковался как в местной прессе, так и в центральных газетах и в ведущих литературно-художественных журналах. Стал одним из основателей и около 30 лет бессменным руководителем секции критики при областном отделении Всероссийского театрального общества. Был членом совета по критике Союза писателей РСФСР, участвовал в качестве делегата в работе V всесоюзного съезда писателей. Был членом Союза писателей СССР, Союза журналистов СССР, Всероссийского театрального общества. На протяжении многих лет был бессменным членом правления местного отделения ВТО.
Автор 11 книг, около 350 научных и критических статей. Книга «Константин Симонов. Творческий путь» удостоена премии СП РСФСР за лучшую работу в области литературной критики.

### Основные работы
Монографии
- Актёры нашего театра: Этюды и характеристики. — Куйбышев: Куйбышевское книжное издательство, 1962;
- В гриме и без грима: Актёры нашего театра. — Куйбышев, 1965;
- Драматургия Леонида Леонова. — М., 1962;
- Живая память: Статьи о литературе и театре. — Куйбышев, 1985;
- Константин Симонов. Творческий путь. — М.: Советский писатель, 1979 (переиздание: М., 1983);
- Литература и общечеловеческие ценности. — Самара, 1996 (в соавт. с Э. Л. Финк, Л. Д. Никольской и др.);
- Необходимость Дон Кихота: Книга о Данииле Гранине. — М.: Советский писатель, 1988 ISBN 5-265-00081-X;
- Острее видеть добро и зло: Статьи о литературе и нравственности. — Куйбышев, 1967;
- При свете рампы: Очерки и творческие портреты. — Куйбышев, 1980;
- Уроки Леонида Леонова. Творческая эволюция. — М., 1973;
- Эстетические взгляды Леонида Леонова. — Куйбышев, 1977.

Мемуары
- И одна — моя — судьба: Воспоминания, раздумья, полемика. — Самара, 1993.

Прочее
- Максим Горький и Самара (в соавт. с Власом Ивановым-Пайменом) — Куйбышевское книжное издательство, 1968.